# Молоде вино в старі бурдюки

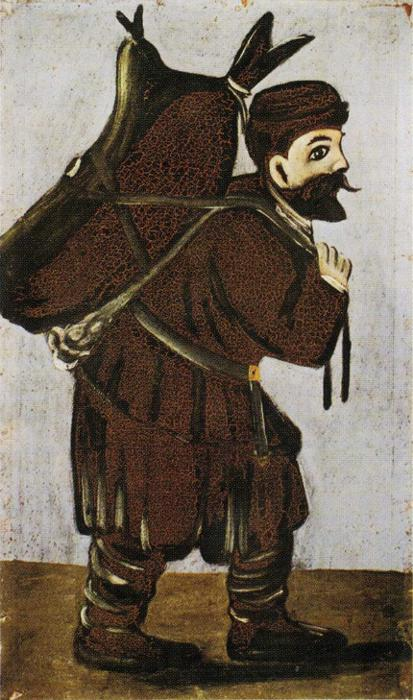
Ніко Піросмані. Портер з бурдюком. Диптих. Державний музей образотворчих мистецтв Грузії

Молоде вино в старі бурдюки — фраза, що зустрічається в Євангелії від Матвія Мф.9: 17), Євангелії від Марка Мф.2: 22), Євангелії від Луки Лк.5 :37-39). Фраза у всіх Євангеліях звучить однаково, тільки у Луки додані ще слова.
Євангеліє від Луки:
|  | «І ніхто не вливає вина молодого в старі бурдюки, а то попрориває вино молоде бурдюки, і вино розіллється, і бурдюки пропадуть. Але треба вливати вино молоде до нових бурдюків. І ніхто, старе пивши, молодого не схоче, бо каже: Старе ліпше!» |

У всіх трьох синоптичних євангеліях ця фраза з'являється відразу після покликання Левія-Матвія, коли Ісус пояснює, чому його учні не постять, хоча учні Івана Хрестителя постять.

## Тлумачення
|  | «І не вливають вина молодого в старі бурдюки, а то бурдюки розірвуться, і вино розіллється, і бурдюки пропадуть; а вливають вино молоде до нових бурдюків, і одне й друге збережено буде.» (Матв.9: 17) |

В цій знаменитій притчі для наочного пояснення Своєї думки Ісус Христос звертається до предметів побуту та вжитку стародавніх євреїв: вино і бурдюки. Враховуючи це, його вислів стає зрозумілим для древніх євреїв того часу. Однак ці рядки стали одним із важких місць для трактування Біблії. Це не дивно тому, що притча про молоде вино, старі і нові бурдюки має кілька смислових значень і тому важка для розуміння сучасному читачеві.

### Смисл предметів притчі
Предмети, які фігурують у притчі мають такий смисл:
|  | «Вино — алкогольний напій (переважно виноградний)».. |

|  | «Бурдюки — мішки із шкіри тварини. Бурдюк з кумисом. Вино в бурдюках» |

### Версії тлумачення
- Отже, в цій притчі Ісус Христос, зіставляючи взаємодію старих і нових бурдюків з молодим вином, алегорично висловлює свою думку, яка має кілька смислових значень. Смислове значення першої частини притчі, безпосередньо пов'язане з постами. Оскільки в 14-му вірші говориться про те, що учні Івана дорікнули Спасителя в тому, що вони і фарисеї постять багато, «а Твої учні не постять». То можна припустити, що відповідь Спасителя про вино і старі і нові бурдюки має відношення в першу чергу до постів. На те, що в 14-му вірші учні Іванові говорять саме про фарисейські додаткові пости, вказують їх слова про те, що вони і фарисеї постять багато («Чому постимо ми й фарисеї, а учні Твої не постять?» (Мт. 9:14). Саме фарисейські додаткові пости були численними і надмірними. І існували для того, щоб своєю демонстративністю показати оточуючим людям про підвищену старанність у віруванні в Бога.

- Слова Спасителя про вино, старі і нові бурдюки можна витлумачити і як відповідь на закид про недотримання фарисейських постів. Ісус Христос  своєю алегоричною мовою говорить про те, що пости не шановані в народі і тому рідко дотримуються людьми, а фарисейські надмірні додаткові пости схожі на молоде вино. Вино, як вказує словник, являє собою дурманний алкогольний напій, який п'янить народну свідомість, спотворює філософські та релігійні істини і ніякої користі народу не приносить. Молоде вино, також як і недосконале фарисейське вчення про додаткові пости, схоже на бродіння і не є закінченим, готовим продуктом, а тому шкідливим. Це було зрозуміло древнім євреям, тому Спаситель в своїх словах, викладених у Євангеліє від Матвія, не уточнює те, що Він ототожнює молоде (не готове до вживання) вино з непотрібними додатковими постами, вигаданими фарисеями.[3]

- Спочатку Ісус Христос мудро говорить про те, що розумні люди не вливають молоде вино, яке бродить, в старі бурдюки. Можна припустити, що старими бурдюками Син Божий образно позначив Закон Божий, який являє собою в той час релігійне вчення древніх євреїв, що є сукупністю всіх тих правил, якими євреї повинні були керуватися у своєму житті: приписи побутового, правового, господарського та економічного характеру. Тобто, як Закон Божий об'єднував в собі всі відомості і мудрість про різні сфери єврейського життя, так бурдюки об'єднували в собі всі краплі влитого в них вина і зберігали його. Тому порівняння Старого Завіту, який зберігав в собі мудрість предків, з старими міхами, зроблене Спасителем, може трактувати також його слова.[3]

Нововведення фарисеїв, як і заповнення новим вином, старих бурдюків не матиме позитивних результатів.
Тому що від цього постраждають обидві частини «і вино розіллється, і бурдюки пропадуть». І цим самим застерігає віруючих від лицемірного служіння Богові.
- Друга частина притчі звучить так:

|  | «а вливають вино молоде до нових бурдюків, і одне й друге збережено буде». (Матв.9: 17) |

Для того, щоб зрозуміти філософський сенс другої частини притчі, потрібно мати якомога більше відомостей про те, що представляли собою бурдюки. Це були мішечки, призначені для зберігання кумису, або найчастіше вина. Такі мішечки робилися із особливо оброблених шкур тварин, наприклад таких, як баран. Або найчастіше виготовлялися з шкіри ягняти. Тому такі бурдюки, наповнені вином, зберігали контур тулуба ягняти. А у стародавніх євреїв ягня було не простою твариною, а жертовною. Більш того, в прогнозах давньоєврейських пророків Месія, Який мав прийти, уподібнювався Агнцеві, тобто жертовному ягняті. У старозавітній Біблії говориться про те, що як ягня приноситься в жертву Богу, так і Месія, Син Божий, буде принесений як викупна жертва за гріхи людські на викуп первородного гріха.
Тому під молодим вином розуміли ті нововведення, які принесе з Собою Месія, тобто Його нове вчення. Про нові риси свого вчення Сам Спаситель говорив так: 
|  | «Нову заповідь Я вам даю: Любіть один одного! Як Я вас полюбив, так любіть один одного й ви!» (Ів. 13:34). |

Таким чином, можна припустити те, що міхи, що відтворюють своїм зовнішнім виглядом ягня алегорично позначали Месію, а також і нову месіанську релігію, як прогресивнішу і розвинену систему. А нове молоде вино означало нове релігійно-філософське вчення, принесене Месією, яке, віллється в нову християнську релігію.
Висловлювання про те, що молоде вино не підходить до старих бурдюків, але підходить до нових, містить в собі і протиставлення фарисейських нововведень, представлених у вигляді молодого вина, не придатного до старих бурдюків (тобто до заповідей Старого Завіту) з новим християнським вченням, представленим у вигляді молодого вина, що підходить до нових бурдюків, тобто до нової християнської релігії. Таким чином, в цій притчі Спаситель не тільки відповів на незаслужений докір учнів Іванових про фарисейські додаткові пости, показавши, що вони недоречні, але й розповів про доречні нововведення у вигляді нової християнської філософії, яка добре підходить до нової релігійної християнської системи. Спаситель пророчо говорить про те, що, як і нове вино, яке дозріває з роками, так і нова релігійна система надалі стане першою світовою релігією — християнством.

## Сучасні тлумачення
По-різному пояснюють ці слова відомі тлумачі Біблії. А. П. Лопухін розвиває таку думку:
|  | «Мова в цих словах набагато ясніша, ніж в 16, і образи зрозуміліші. Всякому відомо, що якщо здатну до бродіння рідину укласти в якусь неміцну посудину, то вона розірве його і сама виллється. Христос навмисно використовує всім знайомий образ молодого і, отже, підданого бродінню, вина, яке, в Палестині, і досі вливається в бурдюки. Якщо вони неміцні, то вино розриває їх, робить їх абсолютно непридатними і саме виливається» — А. П. Лопухін, Тлумачення Євангеліє, т.9 |

Потім тлумач пояснює, що «Притча» сказана у відповідь на питання про пости. Під нею і слід розуміти старий одяг і старі бурдюки. Нове вчення про пости це — новий одяг і нове вино. Вимагати від учнів колишнього дотримання постів значить вливати нове вино в старі міхи, або пришивати до старої одежі нову латку. 
У своєму тлумаченні Лопухін помилково говорить про те, що Спаситель нібито говорить про всі пости староєврейського народу: 
|  | «Притча сказана у відповідь на питання про пости. Під ними і слід розуміти старий одяг і старі міхи». |

Насправді в словах про вино і бурдюки Ісус говорить не про всі пости староєврейського народу, а тільки про додаткові пости, які придумали фарисеї, і самовільно додали до загальнонародних постів, які згадуються в Законі Божому.
Інший, не менш відомий тлумач Б. І. Гладков дає таке пояснення: 
|  | «Говорячи, що для учнів Його не настав ще час постити, Ісус додає, що ніхто не вставляє нової латки до старої одежі, і ніхто не вливає молодого вина в старі бурдюки» — Б. І. Гладков, Ук. вид. |

Далі у своєму поясненні Гладков пише таке: 
|  | «Погляд цей Він висловлював у притчі, яку тлумачать по різному. Як зрозуміли цю притчу фарисеї — невідомо. Але, дотримуючись авторитетних думок Апостола Павла і Іоанна Золотоустого, слід розуміти її так: Ви (тобто фарисеї) вимагаєте, щоб мої учні прикривалися старим одягом ваших обрядів і старими переданнями. А Я вимагаю, щоб вони одяглися в новий одяг всепрощаючої любові. Зрозумійте ж, що не можна надіти новий одяг, не скинувши попередньо старий. Не можна і лагодити цей застарілий одяг, вирізаючи шматки з нового. Старий цим не підтримаєш. Він ще швидше розпадеться від цих латок. Та й новий пошкодиш. Адже ви знаєте також, що молоде вино не вливають в старі бурдюки, бо вони не в змозі вмістити його в собі. Так надайте ж Моїм учням свободу зробитися новими бурдюками для прийняття Мого вчення і зодягнутися в новий одяг, скинувши з себе застарілий. Якщо вони ще не цілком перейнялися духом Мого навчання, то все ж вони пізнали переваги Його перед вашим вченням. І як ви, спробувавши хорошого вина, не станете пити погане, так і вони, пішовши за Мною, не підуть до вас» — Б. І. Гладков, Тлумачення Євангелія, ук. вид. |

 Це  емоційне і образно-барвисте тлумачення, але не дуже точне. Тому що про всепрощальну любов Спаситель говорив не в цій, а в іншій притчі. І про те, що, зазнавши хорошого вина, людина не буде пити поганого, йдеться не у Матвія, а у Луки (Лук.5: 39).
Інший тлумач, єпископ Михаїл, в своєму «Тлумачному Євангелії» дає таке пояснення вислову:
|  | «Бурдюки старі використовували — на сході, особливо під час подорожей, для зберігання вина.... Від довгого вживання вони старіють. І тоді небезпечно вливати в них молоде вино, більш міцне і сильне: воно може порвати бурдюки. А тому для молодого міцного вина потрібні і міхи нові, міцні. Сенс цієї прихованої мови той же, що і попередній: нове вино — пост, старі міхи — слабкість учнів, якою не повинно обтяжувати» — Єпископ Михайло, Тлумачення Євангеліє, ук. вид. |

Але діяльність учнів Ісуса свідчить, що вони не слабкі, а навпаки сильні духом люди. Тому висновки тлумача про слабкість учнів не в'яжуться з Євангельськими розповідями.
Інший відомий тлумач архієпископ Аверкій у своїй книзі «Четвероєвангеліє» пише таке: 
|  | «Не вливають також вина молодого в старі бурдюки, а інакше прориваються бурдюки, і вино розіллється, а бурдюки пропадуть. Але вино молоде вливають в нові бурдюки. І зберігається і те, і інше.» — Архієпископ Аверкій, Четвероєвангеліє, ук. вид. |